# Dżadraja
Dżadraja (arab. جدرايا) – miejscowość w Syrii, w muhafazie Idlib. W 2004 roku liczyła 1820 mieszkańców.